# Анджеевский, Ежи
Е́жи Анджее́вский (пол. Jerzy Andrzejewski, (19 августа 1909, Варшава, Российская империя — 19 апреля 1983, Варшава, Польша) — польский писатель. Главная тема его произведений — поиск истинных духовных ценностей в жизни человека. Несколько его романов и повестей экранизированы.

## Биография
Родился в семье предпринимателя. В 1927—1931 гг. учился на отделении польской филологии Варшавского университета, однако не окончил курса. В 1932 году дебютировал как писатель рассказом «По отношению к чьей-то жизни» (пол. Wobec czyjegoś życia), в 1936 году выпустил первую книгу — сборник рассказов «Неотвратимые дороги» (пол. Drogi nieuniknione). Первое крупное произведение повесть «Лад сердца» (1938) написано под влиянием морали католицизма.
В 1945 году работал вместе с Чеславом Милошем над сценарием о Владиславе Шпильмане, он был изуродован цензурой, и Милош снял своё имя как сценариста (на этом пути писателей разошлись, позже Милош представил Анджеевского в образе Альфы-моралиста в своем антитоталитарном трактате «Порабощенный разум», 1953). В 1950-х годах состоял в ПОРП. Занимал руководящие посты в Союзе писателей.

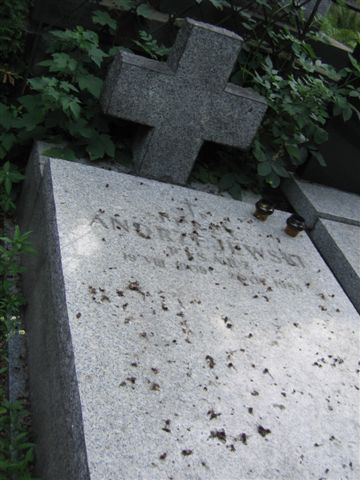
Надгробие Ежи Анджеевского на кладбище Повонзки в Варшаве

В романе «Пепел и алмаз» (1948) Анджеевский описал этические проблемы классовой борьбы в первые годы просоветской власти в Польше. В исторических произведениях «Мрак покрывает землю» (1957) (написанном вскоре после смерти Сталина) и «Врата рая» (1960) в гуманистическом духе трактуются проблемы человеческого существования. Роман «Идёт, скачет по горам» (1963) — пародия на современное буржуазное искусство.
В 1955—1961 гг. был литературным руководителем киностудии «Syrena».
С 1960-х годов — в оппозиции официальной политике и идеологии. Открыто выступал в защиту осуждённых членов подпольной организации Рух. В конце жизни — соучредитель Комитета защиты рабочих, активный сторонник движения «Солидарность».
Был дважды женат, отец двух детей, однако всю жизнь преимущественно любил мужчин. Утверждается, что Анджеевский был влюблён в Кшиштофа Камиля Бачинского, а затем в Марека Хласко, для обоих писателей став значительной старшей фигурой.

### Основные произведения
- Пепел и алмаз (Popiół i diament, 1948)
- Мрак покрывает землю. (Ciemności kryją ziemię, 1955—1957)
- Врата рая. (Bramy raju, 1960)
- Идет, скачет по горам. (Idzie skacząc po górach, 1962—1963)
- Апелляция. (Apelacja, 1967)
- Месиво. (Miazga, 1960—1970)
- Никто. (Nikt, 1981)

### Издания на русском языке
- Сочинения в двух томах. М.: Художественная литература, 1990.
- Пепел и алмаз. М.: Художественная литература, 1965.

## Фильмы, снятые по книгам писателя
- Пепел и алмаз (1958) (режиссёр — Анджей Вайда) Приз критики Венецианского кинофестиваля 1959 года
- Невинные чародеи (1960) (режиссёр — Анджей Вайда).
- Врата в рай (1968) (режиссёр — Анджей Вайда).
- Торквемада (по книге «Мрак покрывает землю») (1989) (режиссёр — Станислав Барабас)
- Страстная неделя (1995) (режиссёр — Анджей Вайда)

## Награды
- Орден «Знамя Труда» 1 степени (1949);
- Командор ордена Polonia Restituta (2006, посмертно).